# 937

## Esdeveniments
- El Sacre Imperi Romanogermànic passa a tenir la capital a Magdeburg.
- Fundació del regne de Dali, a la Xina, per Duan Siping.[1]
- Batalla de Brunanburgh: el rei anglès Etelstan assoleix una victòria decisiva sobre els seus adversaris, el rei de Dublín Olaf Guthfrithsson, el rei dels Scots Constantí II d'Escòcia i el rei del Strathclyde Owain ap Dyfnwal.[2]
- Començament de la revolta dels àrabs de Sicília contra els fatimites (937-941), afavorida pels romans d'Orient, que envien blat als rebels. Les incursions sarraïnes sobre les costes d'Itàlia cessen.[3]
- El cap bretó Alan II Barbitorte, exiliat amb el rei Lluís a la cort de l'anglosaxó Aethelstan, desembarcada a Dol-de-Bretagne l'any 936, recupera Nantes als normands.[4] Pren el títol de duc de Bretanya (fi l'any 952).
- Bernuin, monjo de Sant-Crépin, és ordenat bisbe de Senlis al començament de l'any. Transmar és ordenat bisbe de Noyon després de la mort de Walbert. Guy esdevé bisbe de Soissons després de la mort d'Abbon.[5]

## Necrològiques
- Rudolf II, rei de Borgonya
- Arnulf I, duc de Baviera